# 潛鳥草原第237號原住民保留地
潛鳥草原第237號原住民保留地（Loon Prairie 237），或簡稱為潛鳥草原 237，是一個位於加拿大亞伯達省北日出縣，潛鳥河族的加拿大原住民保留區，屬於第八號編序條約地。

## 資料來源
1. ↑  . Crown–Indigenous Relations and Northern Affairs Canada. Government of Canada.   [August 12, 2019]. （原始内容存档于2025-01-19）.
2. ↑  Government of Alberta.  (地图). AltaLIS. May 25, 2019  [2025-08-16]. （原始内容存档于2021-12-25）.